# Демаркус Казинс
Демаркус Амир Казинс (енгл. DeMarcus Amir Cousins; Мобил, Алабама, 13. август 1990) амерички је кошаркаш. Игра на позицији центра, а тренутно наступа за Денвер нагетсе.

## Биографија
Казинс је провео једну сезону (2009—10) на Универзитету Кентаки где је наступао за екипу Кентаки вајлдкетса.
На НБА драфту 2010. одабрали су га Сакраменто кингси као 5. пика. У првој сезони је изабран у први руки тим. Учествовао је на Ол-стар утакмици 2015. године.
Са кошаркашком репрезентацијом Сједињених Америчких Држава освојио је златну медаљу на Светском првенству 2014.

## НБА статистика

#### Регуларна сезона
| Сезона   | Екипа      | ОУ  | СУ  | МПУ  | ПШ%  | 3П%  | СБ%  | СПУ  | АПУ | УПУ | БПУ | ППУ  |
| -------- | ---------- | --- | --- | ---- | ---- | ---- | ---- | ---- | --- | --- | --- | ---- |
| 2010/11  | Сакраменто | 81  | 62  | 28.5 | .430 | .167 | .687 | 8.6  | 2.5 | 1.0 | .8  | 14.1 |
| 2011/12  | Сакраменто | 64  | 62  | 30.5 | .448 | .143 | .702 | 11.0 | 1.6 | 1.5 | 1.2 | 18.1 |
| 2012/13  | Сакраменто | 75  | 74  | 30.5 | .465 | .182 | .738 | 9.9  | 2.7 | 1.4 | .7  | 17.1 |
| 2013/14  | Сакраменто | 71  | 71  | 32.4 | .496 | .000 | .726 | 11.7 | 2.9 | 1.5 | 1.3 | 22.7 |
| 2014/15  | Сакраменто | 59  | 59  | 34.1 | .467 | .250 | .782 | 12.7 | 3.6 | 1.5 | 1.8 | 24.1 |
| Каријера | Каријера   | 350 | 328 | 31.0 | .463 | .159 | .731 | 10.6 | 2.6 | 1.4 | 1.1 | 18.9 |
| Ол-стар  | Ол-стар    | 1   | 0   | 18.0 | .857 | .000 | .667 | 7.0  | .0  | .0  | .0  | 14.0 |

## Успеси

### Репрезентативни
- Светско првенство:  2014.
- Олимпијске игре:  2016.

### Појединачни
- НБА Ол-стар утакмица (4): 2015, 2016, 2017, 2018.
- Идеални тим НБА — друга постава (2): 2014/15, 2015/16.
- Идеални тим новајлија НБА — прва постава: 2010/11.